# Kababina formartine
Kababina formartine är en spindelart som beskrevs av Davies 1995. Kababina formartine ingår i släktet Kababina och familjen Amphinectidae.
Artens utbredningsområde är Queensland. Inga underarter finns listade i Catalogue of Life.